# De Reddertjes
De Reddertjes (originele titel The Rescuers) is een Amerikaanse tekenfilm van Walt Disney Pictures, die uitkwam in 1977 en geregisseerd werd door Wolfgang Reitherman, John Lounsbery en Art Stevens. Het is de 23ste klassieker uit de reeks van lange Disney-tekenfilms. Tevens was dit het laatste regiewerk van Reitherman en de laatste film waaraan Lounsbery meewerkte; nog ruim voor de première overleed hij. 
Het verhaal van de film is gebaseerd op de boeken The Rescuers (1959) en Miss Bianca (1962) van de Britse schrijfster Margery Sharp.
In 1990 werd er een vervolg uitgebracht, De Reddertjes in Kangoeroeland. De Reddertjes was hiermee ook de eerste lange Disney-tekenfilm die qua verhaallijn een vervolg kreeg met ongeveer dezelfde hoofdpersonages. Vanaf eind jaren 90 is Disney dit concept vaker gaan toepassen.

## Verhaal
Het weesmeisje Penny wordt gevangengehouden op een oude raderboot in Louisiana. Ze is ontvoerd door een kwaadaardige vrouw genaamd Medusa en haar man, tevens 'hulpje', Soeps. De boot wordt streng bewaakt door Brutus en Nero, twee Amerikaanse alligators die door Medusa als huisdieren worden gehouden. De ontvoerders hebben Penny nodig om een diamant, het Duivelsoog, terug te vinden in een voormalig piratenhol, gelegen in het Duivelsmoeras. De enige toegang tot dit hol is namelijk te klein voor een volwassene om door te kruipen.
Penny slaagt erin een noodbericht in een fles te stoppen en deze fles in de rivier te laten wegdrijven. Na een lange reis komt de fles terecht in New York, alwaar hij wordt gevonden door de Hulp- en Redvereniging (Rescue Aid Society): een soort Verenigde Naties met muizen van over de hele wereld als leden. Deze muisvereniging wil de zaak oplossen. De mooie Juffrouw Bianca, een Hongaarse vertegenwoordigster, neemt de taak op zich. Ze kiest Bernard, die zowel de portier als de conciërge is, als haar co-agent.
De twee beginnen hun onderzoek in weeshuis Morgenrood waar Penny ooit verbleef. Daar ontmoeten ze de kat Tobber, die hun vertelt dat Penny mogelijk is ontvoerd door Medusa. De twee haasten zich naar Medusa’s 'prullenboutique' dat niet ver van het weeshuis ligt. Daar horen ze Medusa praten met Soeps. Medusa is niet tevreden over de vorderingen en besluit zelf met de eerst volgende vlucht naar het Duivelsmoeras te komen. De muizen proberen met haar mee te reizen door in haar koffer te kruipen. Wanneer de koffer als gevolg van Medusa's roekeloze rijgedrag uit de auto wordt geslingerd, laten ze zich door de albatros Overmoed naar het Duivelsmoeras brengen.
In het moeras worden ze opgevangen door een aantal dieren die daar ter plekke leven, waaronder de rat Ratjetoe, die besluiten mee te helpen. Helibel, een libel, brengt de twee naar de raderboot waar Penny wordt vastgehouden. Samen met haar beramen ze een ontsnappingsplan.
De volgende dag vindt Penny in de grot eindelijk de diamant. Medusa’s hebzucht neemt nu volledig bezit van haar: ze verstopt de diamant in Penny’s teddybeer en maakt plannen om zonder Penny en Soeps te vertrekken. Dankzij een val van Bernard, Bianca en de andere dieren kan Penny haar teddybeer terugkrijgen. Daarna vluchten zij en de muizen weg met Medusa’s moerasmobiel, terwijl de rest voor afleiding zorgt. Ze steken onder andere het vuurwerk van Soeps af, waardoor de boot ontploft. Medusa probeert hen nog te stoppen met behulp van Nero en Brutus, maar dit mislukt. Uiteindelijk weten de vrienden Medusa tijdens een laatste achtervolging over de rivier definitief van zich af te schudden. Soeps die zichzelf heeft weten te redden lacht Medusa uit, en Nero en Brutus keren zich tegen hun eigen meesteres.
Terug in New York schenkt Penny de diamant aan het Smithsonian Institution. Zelf wordt ze eindelijk geadopteerd. De film eindigt met Bernard en Bianca die samen met Overmoed en Helibel weer op een nieuwe missie vertrekken.

## Rolverdeling
| Engels        | Stem            | Nederlands      | Stem                 |
| ------------- | --------------- | --------------- | -------------------- |
| Bernard       | Bob Newhart     | Bernard         | Aart Staartjes       |
| Miss Bianca   | Eva Gabor       | Juffrouw Bianca | Trudy Libosan        |
| Penny         | Michelle Stacy  | Penny           | Foncesca Haverlag    |
| Orville       | Jim Jordan      | Overmoed        | Ger Smit             |
| Madame Medusa | Geraldine Page  | Madame Medusa   | Annet Nieuwenhuijzen |
| Mr. Snoops    | Joe Flynn       | Meneer Soeps    | Arnold Gelderman     |
| Luke          | Pat Buttram     | Loek            | Ger Smit             |
| Ellie Mae     | Jeanette Nolan  | Ratjetoe        | Trudy Libosan        |
| Rufus         | John McIntire   | Tobber          | Johan te Slaa        |
| Chairman      | Bernard Fox     | Voorzitter      | Arnold Gelderman     |
| Gramps        | Larry Clemmons  | Opa Kras        | Ger Smit             |
| Owl           | John Fiedler    | Uil             | Aart Staartjes       |
| Rabbit        | George Lindsey  | Konijn          | Aart Staartjes       |
| Digger        | Dub Taylor      | Mol             | Arnold Gelderman     |
| Evinrude      | Jimmy MacDonald | Helibel         | Jimmy MacDonald      |

## Achtergrond

### Productie
De productie van de film nam vier jaar in beslag. In totaal werd er door 250 mensen aan gewerkt, waaronder 40 tekenaars. Er werden ongeveer 330.000 tekeningen gemaakt. De film telt 14 grote stukken met 1039 losse scènes en 750 achtergronden.
Het was de eerste film waaraan Walt Disneys originele ploeg van schrijvers en tekenaars (ook bekend als "Disney's Nine Old Men") werkte, samen met een nieuwe ploeg die in de jaren 70 door Disney was gerekruteerd. De film was tevens het laatste samenwerkingsproject tussen veteranen Milt Kahl, Ollie Johnston, en Frank Thomas, en de eerste Disneyfilm waar Don Bluth aan meewerkte als tekenaar. Andere tekenaars die hun debuut maakten met deze film waren Glen Keane, Ron Clements, en Andy Gaskill, die allemaal een belangrijke rol zouden gaan spelen bij de productie van Disneyfilms in de jaren 80 en 90.
Tijdens de jaren 60 en 70 van de 20e eeuw was de nadruk in de lange Disney-tekenfilms steeds meer komen te liggen op de humor en minder op het achterliggende verhaal. Met de Reddertjes keerde Disney echter terug naar de oude formule waarin verhaal en karakterontwikkeling voorop werden gesteld. Frank Thomas en Ollie Johnston omschreven de film op hun website als de eerste Disneyfilm in lange tijd die weer een  "hart" had. Uniek aan de film was het openingsfilmpje, waarin opnames van stilstaande beelden werden gebruikt.
De film markeerde tevens het einde van de zogenoemde "sketchy"-animatieperiode die de films van Walt Disney Pictures tijdens de jaren 60 en 70 had gekenmerkt. Er was een nieuwe xerografietechnologie ontwikkeld waarmee het mogelijk werd om minder donkere tekeningen te maken.

### Inspiratie
De twee boeken van Sharp waar deze film op is gebaseerd, maken deel uit van een langere reeks.
De muis Bernard werd gebaseerd op het gelijknamige personage uit Sharps boek The Rescuers. Bernhards persoonlijkheid is in de film grotendeels identiek aan die in het boek, alleen is zijn rol in het verhaal in de film een stuk groter gemaakt.
Het motief van de diamant is afkomstig uit Sharps boek Miss Bianca. Het personage Penny is gebaseerd op het meisje Patience uit ditzelfde boek.
Mr. Snoops is gebaseerd op Mandrake, een ander personage uit het boek. Zijn uiterlijk in de film was bedoeld als karikatuur van historicus John Culhane. Culhane gaf toe zelf geen idee te hebben dat Disney hem als model wilde gebruiken, maar was naderhand tevreden met het resultaat.
Het kwaadaardige personage Medusa is gebaseerd op “The Diamond Dutchess”, eveneens uit Miss Bianca. Aanvankelijk hadden de producers het idee om het personage Cruella de Vil uit 101 Dalmatiërs (1961) terug te laten komen in De Reddertjes, maar hier werd uiteindelijk van afgezien. Wel vertonen deze twee personages enkele opvallende overeenkomsten, waaronder hun roekeloze rijstijl. De naam van Medusa is afgeleid van het gelijknamige personage uit de Griekse mythologie. Haar uiterlijk was gebaseerd op dat van de ex-vrouw van tekenaar Milt Kahl. Kahl was er zo op gebrand dat het personage goed werd getekend, dat hij bijna alle scènes met Medusa voor zijn rekening nam.
De krokodillen Nero en Brutus zijn gebaseerd op de bloedhonden Tyrant en Torment uit Sharps boeken. Ze zijn vernoemd naar Marcus Junius Brutus, de moordenaar van Julius Caesar, en Nero, de Romeinse keizer onder wiens bevel de grote brand van Rome zou hebben plaatsgevonden.
Uit respect voor Sharps boeken besloten de producers om Bernard en Bianca in de film geen serieuze relatie te laten krijgen met elkaar, omdat in de boeken de twee ook nooit meer worden dan gewoon partners.

### Uitgave en ontvangst
De film werd oorspronkelijk uitgebracht op 22 juni 1977, en opnieuw op 16 december 1983 en 17 maart 1989.
De Reddertjes was een groot succes. Bij de originele uitgave in 1977 bracht de film 48 miljoen dollar op. Daarmee was het de succesvolste Disneyfilm tot dan toe. De film brak tevens het record voor opbrengst van een animatiefilm, en behield dit record tot 1986.
Het was tevens de eerste lange Disney-tekenfilm sinds Jungle Boek (1967) die weer echt een succes werd. Het zou hierin voorlopig ook de laatste blijven, tot De kleine zeemeermin (1989). De film wordt daarom ook wel gezien als het einde van het "zilveren tijdperk" van Disney, dat in 1950 was begonnen met Assepoester. De Reddertjes was verder de eerste echt succesvolle lange tekenfilm waar Walt Disney zelf − die al in 1966 was overleden − niet meer aan meewerkte.
De film kreeg overwegend positieve reacties van critici. Veel mensen noemden het de eerste grote Disneyfim sinds Mary Poppins in 1964. In zijn boek The Disney Films omschreef Leonard Maltin de film als “een verademing voor iedereen die vreesde voor Disneys toekomst”.

### Filmmuziek
De nummers in de film werden gecomponeerd door Carol Connors, Ayn Robbins, en Sammy Fain; Shelby Flints stem (Tineke Schouten in de Nederlandse versie) werd gebruikt voor drie van de nummers. De achtergrondmuziek werd gecomponeerd door Artie Butler.
Voor het eerst sinds Bambi werden de belangrijkste nummers niet gezongen door de verschillende hoofdpersonages, maar door een stem die buiten beeld blijft. De nummers in de film zijn:
- The Journey.
- Rescue Aid Society
- Tomorrow is Another Day
- Someone's Waiting for You
- For Penny's a Jolly Good Fellow

## Prijzen en nominaties
In 1977 won De Reddertjes een “Special Citation” van de National Board of Review.
In 1978 werd De Reddertjes genomineerd voor een Academy Award in de categorie beste originele lied, maar verloor deze aan "You Light Up My Life". Datzelfde jaar won de film wel een Golden Screen.